# O Kriste, du som ljuset är
O Kriste, du som ljuset är (Christe, qui lux es et dies på latin) är en aftonpsalm från före 534 möjligen diktad redan under 300-talet av Ambrosius av Milano. Översattes till tyska Christ der du bist Tag und Licht av Wolfgang Meusslin år 1526 och till svenska troligen av Laurentius Petri Nericius eller Olaus Petri år 1536. Bearbetad av Britt G. Hallqvist 1983 med inledningsorden O Kristus, du som ljuset är. Enligt Koralbok för Nya psalmer, 1921 tillskrevs E. Alberus (omkring 1500-1553) den första bearbetningen av den latinska texten, vilket inte framgår av senare psalmböcker.
Texten i 1695 års psalmbok reviderades kraftigt av okänd(a) till Nya psalmer 1921. Enligt 1697 års koralbok sjöngs den psalmen till samma melodi som Christe sann dagsens ljus och skeen (nr 368). Psalmen, med sina sju verser, inleds 1695 med orden:
Christe som lius och dagen är
Ther mörkret eij kan blifwa när
Musiken (F-dur, 3/2, 6/4) är en medeltida hymnmelodi, i tysk form 1568.

## Publicerad i
- Swenske Songer eller wisor 1536 med titeln Christe som liuus och daghen är under rubriken "Christe qui lux".[1]
- Een liten Songbook under rubriken "In Quadragesima".[2]
- Göteborgspsalmboken 1650 under rubriken "Afton Loffsånger".[3]
- 1695 års psalmbok som nummer 364 under rubriken "AftonPsalmer"
- Nya psalmer 1921, tillägget till 1819 års psalmbok med fem verser, som nummer 648 under rubriken "Tidens skiften: Morgon och aftonpsalmer: Aftonpsalmer".
- 1937 års psalmbok som nummer 445 under rubriken "Afton".
- Den svenska psalmboken 1986, 1986 års Cecilia-psalmbok, Psalmer och Sånger 1987, Segertoner 1988 och Frälsningsarméns sångbok 1990 som nummer 185 under rubriken "Kväll".
- Lova Herren 1988 som nummer 773 under rubriken "Afton".
- Svensk psalmbok för den evangelisk-lutherska kyrkan i Finland (1986) som nummer 515 under rubrik "Morgon och afton"
- Lova Herren 2020 som nummer 610 under rubriken "Kväll" med Britt G Hallqvists bearbetning.